# Madalyn Murray O'Hair
Madalyn Murray O'Hair (13 de abril de 1919 - 29 de setembro de 1995) foi uma advogada e ativista americana, que apoiava o ateísmo e a separação entre igreja e estado. Em 1963, ela fundou a American Atheists serviu como sua presidente até 1986, após o que seu filho Jon Garth Murray a sucedeu. Ela criou as primeiras edições da revista American Atheist Magazine e se identificou como uma militante feminista. 
Ela é mais conhecida pela ação judicial Murray v Curlett, que desafiou a política de orações obrigatórias e leitura da Bíblia nas escolas públicas de Baltimore, no qual ela nomeou seu primeiro filho William J. Murray como autor. Isto veio apenas um ano depois da Suprema Corte decidir que a leitura obrigatória da Bíblia oficialmente sancionada nas escolas públicas americanas era inconstitucional. Depois que ela fundou a American Atheists e venceu Murray v Curlett, ela conseguiu a atenção na medida em que, em 1964, a revista Life se referiu a ela como "a mulher mais odiada da América". Em 1995, seu filho Garth e sua neta Robin desapareceram de Austin, Texas. As especulações iniciais sugeriram que o trio havia fugido com milhares de dólares dos cofres de ateus americanos; na verdade, o trio havia sido assassinado por seus antigos associados, e os restos mortais não foram encontrados até 2001.

## Início de vida
Madalyn Mays nasceu no bairro Beechview de Pittsburgh, Pensilvânia, em 13 de abril de 1919, filha de Lena Christina (Scholle) e John Irwin "Irv" Mays. Quando criança, ela foi batizada na igreja presbiteriana de seu pai. Em 1936, ela se formou na Rossford High School, em Rossford, Ohio.
Ela se casou com John Henry Roths em 1941. Contudo, eles separaram quando ambos se alistaram – ele no Corpo de Fuzileiros Navais dos Estados Unidos e ela no Corpo Feminino do Exército.  Em 1945, colocada em Itália, ela iniciou uma aventura com William J. Murray Jr. e teve um filho dele, dando-lhe o nome de William Joseph Murray. Murray, casado e católico romano, se recusou a se divorciar da sua mulher para se casar com Madalyn. Apesar disso ela se divorciou de Roths e começou a se chamar Madalyn Murray. Em 1949, ela se formou em direito no South Texas College of Law, mas nunca exerceu a profissão. No dia 16 de novembro de 1954, ela deu à luz um outro filho, Jon Garth Murray, de um pai diferente.
Em 1965, Madalyn Murray casou-se com Richard O'Hair. Foi assim que obteve os sobrenomes Murray O'Hair.

## Ativismo ateu
Madalyn O'Hair atraiu pela primeira vez a atenção nacional em 1960 quando processou a direção da escola de Baltimore por esta requerer que o seu filho mais velho, William, na altura com quatorze anos, dissesse orações na escola. O caso subiu ao Supremo Tribunal, e em 1963 as orações foram banidas nas escolas públicas em todo o país (EUA). Esta decisão relançou o movimento ateísta nos EUA.
No processo, Madalyn O'Hair tornou-se tema de interesse popular e ganhou enorme publicidade. Convidada como primeiro convidado no The Phil Donahue Show, a famosa ateia rasgou uma página da Bíblia, chocando a audiência e a equipa do espetáculo. Ela também começou a receber cartas não solicitadas e contribuições de admiradores, incluindo de um cultivador de trigo do Kansas e de um nudista que lhe enviou um cheque de $5.000.
Nos anos 70, ela combateu publicamente os líderes religiosos em muitas questões e também criou um programa de rádio ateu onde criticava a religião e o teísmo.
William Joseph Murray tornou-se cristão em 1980. Sobre a conversão de seu filho, ela declarou na ocasião: "Poderíamos chamar isso de aborto pós-parto por parte de uma mãe, eu acho; eu o repudio inteiramente e completamente agora e para sempre... ele está além do perdão humano."
O seu bizarro desaparecimento em 1995, juntamente com o seu filho mais novo e neta, foi um mistério que só se esclareceu no início de 2001, quando uma força tarefa de investigadores federais descobriu uma cova rasa num rancho remoto no Texas. O local da sepultura continha três conjuntos de restos esqueléticos com as pernas serradas, e o crânio e mãos de uma quarta pessoa.
'Texto em itálico'== Assassinato ==
Madalyn Murray O'Hair não combateu apenas os que crêem, mas também muitos ateus. Ela expulsou membros do grupo, American Atheists, que não se conformavam com as suas ideias de como os ateus se deviam comportar. Madalyn O'Hair foi uma das partes litigantes no caso Murray versus Curlett, que conduziu o Supremo Tribunal dos EUA, em 1963, a decidir banir das escolas públicas dos EUA a oração organizada. Esta decisão tornou Madalyn O’Hair a ateia mais famosa do país e uma figura tão controversa que em 1964 a revista Life denominou-a "a mulher mais odiada da América". Madalyn O’Hair fundou o grupo American Atheists em 1963, e permaneceu seu principal porta-voz até 1995, quando ela e o seu filho e neta, adultos, desapareceram depois de deixarem uma nota dizendo que se ausentariam temporariamente. O trio pareceu ter levado consigo pelo menos $500.000 dos cofres do grupo; um investigador privado concluiu que eles fugiram para a Nova Zelândia. 
As suspeitas recaíram sobre David Roland Waters, um ex-condenado que trabalhara nos escritórios do referido grupo. A polícia concluiu que ele e cúmplices sequestraram os O’Hair, forçaram-nos a sacar o dinheiro em falta, e depois assassinaram-nos. Waters confessou a culpa para diminuir as acusações que pendiam sobre si. Agentes federais do FBI e do IRS , juntamente com a polícia, concluíram que Waters e seus cúmplices (Gary Paul Karr e Danny Fry) sequestraram todos os três membros da família Murray/O'Hair, forçaram-nos a sacar os fundos desaparecidos, fizeram várias compras com seu dinheiro e cartões de crédito e mataram e desmembraram todos os três.
Poucos dias depois que O'Hair e seu filho e neta foram mortos, Waters e Karr mataram Fry. Seu corpo foi encontrado no leito de um rio na zona rural do Condado de Dallas em outubro de 1995, mas sua cabeça e mãos estavam faltando; como resultado, seus restos mortais não foram identificados por três anos e meio, quando a própria investigação do repórter MacCormack o levou a sugerir que o corpo poderia ser de Fry. Um mandado de busca foi executado no apartamento de Waters e sua namorada. A busca revelou munição de vários calibres; Waters, um criminoso condenado, não teve permissão para esse material e foi preso, enquanto o conteúdo de seu apartamento foi apreendido. Ao mesmo tempo, Gary Karr foi contatado em Walled Lake, Michigan, e entrevistado. Tendo cumprido os últimos 30 anos de prisão por sequestrar a filha de um juiz, Karr não falaria. Ele teve seus direitos lidos para ele e pediu permissão para ouvir as informações que estavam sendo discutidas. Karr então decidiu falar e implicou Waters nas mortes de Murray e dos outros dois O'Hairs. Karr foi preso e levado para a cadeia por posse de duas armas de fogo. Ele foi mantido em Detroit, aguardando julgamento. A acusação de porte de arma foi rejeitada, e Karr foi transferido para a custódia dos marechais dos Estados Unidos em Austin porque ele precisava ser julgado pelas mortes dos O'Hairs. 
Em junho de 2000, quase cinco anos após os assassinatos, um julgamento de três semanas considerou Karr culpado de conspiração para cometer extorsão, viajar entre estados para cometer atos violentos, lavagem de dinheiro e transporte interestadual de propriedade roubada: todas as acusações relacionadas ao caso O'Hair. Ele foi absolvido de conspirar para sequestrar os O'Hairs, porque as autoridades não conseguiram localizar nenhum corpo. Em agosto, Karr foi condenado a duas penas de prisão perpétua pelo juiz distrital dos EUA, Sam Sparks.
Waters foi preso e processado; em um acordo de confissão de culpa em janeiro de 2001, apenas sob a acusação de conspiração, ele concordou em levar as autoridades ao local onde os corpos desmembrados dos O'Hairs foram queimados e enterrados. Ele foi condenado a cumprir 20 anos de prisão federal, o que ele havia solicitado, porque não queria cumprir pena por sua condenação anterior por roubo na prisão estadual do Texas. Ele não foi a julgamento pelo sequestro e assassinato dos três membros da família O'Hair. Ele também foi condenado a pagar um total de $543.665 para a American Atheists e os espólios de Madalyn Murray O'Hair, Jon Garth Murray e Robin Murray O'Hair. É improvável que qualquer parte dessas dívidas tenha sido paga, porque Waters não conseguiu ganhar dinheiro enquanto estava na prisão. Waters morreu de câncer de pulmão em 27 de janeiro de 2003, no Federal Medical Center em Butner, Carolina do Norte.
Em janeiro de 2001 conduziu a polícia a um remoto rancho no Texas onde estavam sepultados os três corpos, que provaram ser de Madalyn, de seu filho e de sua neta. Foi descoberto que as pernas de todas as três vítimas haviam sido cortadas com uma serra. Os restos mortais sofreram tamanha mutilação e decomposição que as autoridades tiveram que identificá-los por meio de registros dentários, testes de DNA e, no caso de Madalyn O'Hair, comparando o número de série de uma prótese de quadril com os registros do Hospital Brackenridge em Austin. A cabeça e as mãos de Danny Fry também foram encontradas no local. Eventualmente, Bill Murray (como o parente sobrevivente mais próximo) recebeu a custódia dos restos mortais e os enterrou em um local não revelado e (de acordo com suas crenças batistas) não orou pelos mortos; no entanto, alguns dos que estavam com ele oraram pelos familiares restantes e pelos policiais que trabalharam no caso.
A produção da Netflix, de 2017, The Most Hated Woman in America (A Mulher Mais Odiada dos Estados Unidos) dramatiza a história de sua vida.